# Bazaga
Bazaga est une localité et une commune rurale du Niger, du département de Birni N'Konni, région de Tahoua.

## Géographie
Bazaga est située au nord de la route nationale 1 à 19 km à l'ouest du chef-lieu départemental Birni N'Konni.  
|        | Birni N'Konni |               |
| Alléla | Bazaga        | Birni N'Konni |
|        | Nigeria       |               |

## Histoire
La commune rurale de Bazaga instaurée lors de la réforme administrative nationale de 2002 est issue d'une partie ouest du canton de Birni-N'Konni . 

## Population
Lors du recensement général de 2012, la population communale est relevée à 37 571 habitants. La localité compte 1 576 habitants en 2012.

## Services et infrastructures
- Collège d'enseignement général (CEG) à Bazaga,
- Centre de formation aux métiers (CFM) à Bazaga.